# 宇文智及
宇文 智及（うぶん ちきゅう、? - 619年）は、中国の隋の人。北周の左翊衛将軍宇文述の子。宇文化及の弟、宇文士及の異母兄。

## 経歴
616年、宇文述の遺言で兄の化及が右屯衛将軍を務めた際、将作少監となった。
618年、兄の化及を首謀者に推して武賁郎将の司馬徳戡、武勇郎将の趙行枢（智及と親交があった）、直長の薛世良、勲侍の楊士覧（智及の外甥）らと謀って煬帝を弑殺した。煬帝の弟の秦王楊俊の子で、智及と親交のあった秦王楊浩を擁立した兄から左僕射に任じられ付き従って北上したが、王世充・李淵・李密らの勢力に阻まれた。化及が楊浩を毒殺し、魏県を根拠地として自ら許の帝を号して百官を任じる時もその列に加わり、斉王に任じられた。
619年、宇文化及が竇建徳に聊城で敗れると、楊士覧・許弘仁・孟景・元武達らと共に処刑され、軍門の外に梟首された。

## 伝記資料
- 隋書 巻85（列伝第50）
- 北史 巻72（列伝第62）

## 参考資料
- 『隋書』第六冊、中華書局（北京）、1973、pp1888-1892、ISBN 7-101-00316-8